# Egernsund-prammen
Egernsund-prammen er en pram fra den tidlige middelalder fundet ved Egernsund i Sønderjylland i 1966. Den blev fundet i forbindelse med anlæggelsen af Egernsundbroen, der forbinder Alnor og Egernsund. På Middelaldercentret ved Nykøbing Falster har man fremstillet en rekonstruktion af prammen.

## Fundet
Båden blev fundet 1966 i det smalle sejlløb mellem Alnor og Egernsund ud mod sejlløbet. Man fandt dele af en rektangulær pram på ca. 11 meters dybde. Prammen blev kulstof 14-dateret til omkring år 1130 ± 55 år.
Desuden fandt man samme sted brudstykker fra en stammebåd af egetræ dateret til omkring år 1130 ± 75 år. 966 sammen med "Egernsundprammen" (j.nr. 97). Grundet de mange brudstykker kunne stammebåden ikke rekonstrueres.  Tæt ved båden fandtes et såkaldt "sidesværd" som sandsynligvis er en del af bådens ene side. 

## Prammen
Prammen er en færgepram, der er 7 meter lang, 1,9 meter bred og ca. 0,5 meter høj i midten og lidt lavere i hver sin ende. Prammen er fladbundet og konstrueret af fire langsgående planker, der er fæstnet med trænagler til ti tværgående bundstykker i bunden af prammen. Prammet en meget fladbundet, så den nemt kan gå op på land, men buer svagt med størst dybdegang på midten. 
Der er ni spanter, der holder klædningen. De tværgående bundstykker er L-formede således at de går op over spanterne.
Typen er ikke tidligere set i danske fund, og prammen kan have forbindelse til slavernes byggetradition. Man mener at den har været brugt som færgefartøj.

## Rekonstruktion
På Middelaldercentret ved Nykøbing Falster, der beskæftiger sig med dansk middelalder omkring år 1400, har man rekonstrueret Egernsund-prammen. Rekonstruktionen blev udført med kopier af originale værktøjer.
På trods af, at prammen syntes simpel i sin konstruktion, var materialevalg og byggeforløb svært. Sejlads med prammen viser, at det er et manøvredygtigt fartøj, der bl.a. kan transportere dyr som fx heste.